# Raymundo Sabio
Raymundo Sabio MSC (* 2. März 1946 in Tabungan; † 16. September 2022 in Quezon City) war ein philippinischer Ordensgeistlicher und Apostolischer Präfekt der Marshallinseln.

## Leben
Raymundo Sabio trat der Ordensgemeinschaft der Herz-Jesu-Missionare bei, legte die Profess am 29. Juni 1969 ab und empfing am 28. Dezember 1971 die Priesterweihe.
Papst Benedikt XVI. ernannte ihn am 21. Dezember 2007 zum Apostolischen Präfekten der Marshallinseln. Am 28. Juni 2017 nahm Papst Franziskus seinen Rücktritt an.